# Llengües nadahup
Les llengües nadahup, també conegudes com a Makú (Macú) or Vaupés–Japurá, formen una petita família lingüística al Brasil, Colòmbia i Veneçuela. El nom macú és pejoratiu, derivat d'una paraula arawak que significa "sense parla". Nadahup és un acrònim de les llengües constitutives.
La família nadahup no s'ha de confondre amb altres idiomes que porten el nom de macú. Hi ha propostes que relacionen aquest llenguatge no classificat amb el nadahup, però també amb altres idiomes.

## Relacions externes
Martins (2005: 342-370) agrupa les llengües arawak i Nadahup juntes com a part d'una proposta de família Makú-Arawak (Nadahup-Arawak), però aquesta proposta ha estat rebutjada per Aikhenvald (2006: 237).
Epps i Bolaños (2017) accepten la unitat de les quatre llengües nadahup, però no consideren que el puinave n'estigui relacionat.

## Contacte lingüístic
Jolkesky (2016) assenyala que hi ha semblances lèxiques amb les arawanes, guahibanes i tupí a causa del contacte. Es pot trobar una discussió sobre les correspondències lèxiques i fonològiques entre el nadahup (Vaupés-Japurá) i les llengües tupí a Jolkesky i Cabral (2011). Les llengües nadahup també tenen diversos préstecs de llengües tucanes i nheengatu.

## Llengües
El nadahup consta d’uns quatre idiomes, basats en la intel·ligibilitat mútua. Nadeb i Kuyawi, Hup i Yahup, i Nukak i Kakwa, no obstant això, comparteixen el 90% del seu vocabulari i són mútuament intel·ligibles, de manera que només són idiomes separats en un sentit sociolingüístic. Aquestes quatre branques no són properes: tot i que la família es va suggerir per primera vegada el 1906, només s'han trobat 300 cognats, que inclouen pronoms però no hi ha altres formes gramaticals.
| glossa | Nadëb         | Hup  | Dâw  | Nïkâk            |
| ------ | ------------- | ---- | ---- | ---------------- |
| pare   | ʔɨb           | ʔip  | ʔiːp | ʔiːp (Kakwa ʔip) |
| ou     | tɨb           | tip  | tɨp  | tip (Kakwa)      |
| aigua  | mi            | mĩh  | mĩʔ  | mah (Kakwa)      |
| dent   | təɡᵑ (Kuyawi) | təɡᵑ | təɡ  | —                |
| casa   | —             | mõj  | mɔ͂j  | mɨ͂               |

Nadëb pot ser el més divergent; de les altres llengües, hi ha desacord sobre la col·locació del Nïkâk. Martins (1999) proposa dues classificacions, a l'espera de noves investigacions:
Martins, proposta A
|        | Nadëb (també conegut com kaburi; més el dialecte Kuyawi) |
|        | |
| Vaupés | \| \| Nïkâk (també conegut com Nukak, més el dialecte Kakwa) \| \| \| \| \| \| Dâw (també conegut com a Kuri-Dou, pejoratiu Kamã) \| \| \| \| \| \| Hup (també conegut com a Jupdá; més el dialecte Yuhup/Yahup) \| \| \| \| |
|        | \| \| Nïkâk (també conegut com Nukak, més el dialecte Kakwa) \| \| \| \| \| \| Dâw (també conegut com a Kuri-Dou, pejoratiu Kamã) \| \| \| \| \| \| Hup (també conegut com a Jupdá; més el dialecte Yuhup/Yahup) \| \| \| \| |
|        | Nïkâk (també conegut com Nukak, més el dialecte Kakwa) |
|        | |
|        | Dâw (també conegut com a Kuri-Dou, pejoratiu Kamã) |
|        | |
|        | Hup (també conegut com a Jupdá; més el dialecte Yuhup/Yahup) |
|        | |

|  | Nïkâk (també conegut com Nukak, més el dialecte Kakwa)       |
|  |                                                              |
|  | Dâw (també conegut com a Kuri-Dou, pejoratiu Kamã)           |
|  |                                                              |
|  | Hup (també conegut com a Jupdá; més el dialecte Yuhup/Yahup) |
|  |                                                              |

Martins, proposta B
|         | Nadëb (amb el dialecte kuyawi)                                      |
|         |                                                                     |
| Daw–Hup | \| \| Dâw \| \| \| \| \| \| Hup (amb el dialecte Yuhup) \| \| \| \| |
|         | \| \| Dâw \| \| \| \| \| \| Hup (amb el dialecte Yuhup) \| \| \| \| |
|         | Nïkâk (amb el dialecte Kakwa)                                       |
|         |                                                                     |
|         | Dâw                                                                 |
|         |                                                                     |
|         | Hup (amb el dialecte Yuhup)                                         |
|         |                                                                     |

|  | Dâw                         |
|  |                             |
|  | Hup (amb el dialecte Yuhup) |
|  |                             |

Tanmateix, Epps considera el hup i yahup com a idiomes diferents i sosté que la inclusió dels Nukak i Kakwa és poc tetimoniada, no s'ha demostrat i és de fet molt dubtosa:
Epps
|  | Dâw                                           |
|  |                                               |
|  | \| \| Hup \| \| \| \| \| \| Yuhup \| \| \| \| |
|  |                                               |
|  | Hup                                           |
|  |                                               |
|  | Yuhup                                         |
|  |                                               |

|  | Hup   |
|  |       |
|  | Yuhup |
|  |       |

|  | Dâw                                           |
|  |                                               |
|  | \| \| Hup \| \| \| \| \| \| Yuhup \| \| \| \| |
|  |                                               |
|  | Hup                                           |
|  |                                               |
|  | Yuhup                                         |
|  |                                               |

|  | Hup   |
|  |       |
|  | Yuhup |
|  |       |

### Jolkesky (2016)
Classificació interna per Jolkesky (2016):
(† = extinta)
Puinave-Nadahup
- Nadahup
  - Nadëb
    - Nadëb do Rio Negro
    - Nadëb do Roçado

  - Hup-Dâw
    - Dâw
    - Hup
      - Hupda
      - Yuhup
- Puinave-Kak
  - Puinave (Wãnsöhöt)
  - Kak
    - Kakwa
    - Nukak

Aquesta classificació també es repeteix a Nikulin (2019).

## Tipologia
Dâw i Hup—especialment Hup—han sofert una reestructuració gramatical sota la influència del tucano. Han perdut prefixos però han adquirit sufixos d'arrels verbals gramaticalitzades. També tenen arrels fortament monosil·làbiques, com es pot comprovar mitjançant la reducció de préstecs del portuguès a la seva síl·laba tònica, com en dâw yẽl’ '"diners", del portuguès dinheiro. El nadëb i el nïkâk, en canvi, tenen arrels polisil·làbiques. El nïkâk permet un únic prefix per paraula, mentre que el nadëb, que es troba fora de l'àrea lingüística del Vaupés, està fortament prefixant i polisintètic: Fins a nou prefixos per paraula (que és altament inusual per a l'Amazones), amb  incorporació de noms, preposicions i adverbis.

## Relacions genètiques
Rivet (de 1920), Kaufman (1994) i Pozzobon (1997) inclouen Puinave dins de la família. No obstant això, molts dels conjunts relacionats afirmats són falsos.
Henley, Mattéi-Müller i Reid (1996) presenten evidències que el hoti (també conegut com a Yuwana) n'està relacionat.
El puinave forma part d’una hipotètica família macropuinave juntament amb les famílies arutani-sape i macú.
El macropuinave s'inclou a l'estoc "Macro-tucano" més gran de Joseph Greenberg, però això és universalment rebutjat. Una altra agrupació més gran i falsa és la "Macro-Makú" de Morris Swadesh.

## Vocabulari
Loukotka (1968) llista els següents ítems bàsics de vocabulari per a les llengües macú.
| glossa | Querarí    | Puináve | Curicuriaí | Dóu      | Tiquié   | Húbde  | Yehúbde | Papury  | Marahan | Nadöbö   | Par. Boá-Boá |
| ------ | ---------- | ------- | ---------- | -------- | -------- | ------ | ------- | ------- | ------- | -------- | ------------ |
| un     | bignõũ     | hätämad | méid       | méẽ      | taĩyába  | aihúb  |         | koop    |         | shedehen | yavúratíb    |
| dos    | txénõũ     | kán     | témid      | tubm     | mbeʔé    | kognáb |         | powoːbe |         | tömwópe  | magchíg      |
| tres   | bexkámänõũ | hepeyad | mtaʔneuáp  | motuáb   | móneguap | moraáb |         | manap   |         | powóbe   | hayo         |
| cap    | uaitíbn    | a-huyád | nu         | deu-nũ   | nú       | nu     | nũ      | nux     |         | gi-nú    |              |
| dents  | mäú        | mo-lóg  | táki       | deu-tógn | tágn     | tagn   | tagn    | tang    | yö-tog  | ye-tög   | yi-tog       |
| dona   | yádn       | de      | ai         | aːĩa     | áei      | amáidn | aiyab   | taei    |         | höñ      | maria        |
| aigua  | mã         | éd      | néx        | noː      | ndé      | nde    | nde     | dex     | nahöru  | nahögnö  | ugna         |
| foc    | tekéd      | ndé     | behaú      | behoː    | ndégnho  | tegn   | tegn    | tenghon |         | tögö     | tahõ         |
| tabac  | héb        | xob     | hót        | hũúd     | hót      | hod    | hud     | hot     | exuta   | úhta     |              |
| jaguar | txamní     | yotdam  | yám        | yampi    | yám      | ñaám   | nyaam   | yaam    | awat    | awad     | duvád        |
| tapir  | híuibe     | yap     | táx        | tax      | dá       |        | ta      | ta      | tógö    | tög      | taígn        |
| casa   | me         | mo      | táup       | tob      | mõi      | mói    | móĩ     | mooi    | tob     | toob     | tóba         |

## Proto-llengua
Per obtenir una llista de les reconstruccions seleccionades del macú proto-oriental per Martins (2005), vegeu el corresponent article en portuguès.